# Reifenberger Wiesen, Schmittgrund b. Oberreifenberg mit angr. Fl.
Reifenberger Wiesen, Schmittgrund b. Oberreifenberg mit angr. Fl. este o arie protejată (arie specială de conservare — SAC, sit de importanță comunitară — SCI) din Germania întinsă pe o suprafață de 73,67 ha, integral pe uscat.

## Localizare
Centrul sitului Reifenberger Wiesen, Schmittgrund b. Oberreifenberg mit angr. Fl. este situat la coordonatele 50°14′04″N 8°26′29″E / 50.2344°N 8.4414°E.

## Înființare
Situl Reifenberger Wiesen, Schmittgrund b. Oberreifenberg mit angr. Fl. a fost declarat sit de importanță comunitară în iunie 2000 pentru a proteja un număr necunoscut de specii din flora spontană și fauna sălbatică aflate în arealul zonei. Situl a fost protejat și ca arie specială de conservare în martie 2008.

## Biodiversitate
Situată în ecoregiunea continentală, aria protejată conține 6 habitate naturale: Cursuri de apă de la nivel de câmpie la nivel montan, cu vegetație Ranunculion fluitantis și Callitricho-Batrachion, Formațiuni ierboase bogate în specii de Nardus, dezvoltate pe substraturi silicioase în zone montane (și în zone submontane, în Europa continentală), Pajiști cu Molinia pe soluri calcaroase, turboase sau argilos-nămoloase (Molinion caeruleae), Liziere de ierburi înalte hidrofile de câmpie și de nivel montan până la alpin, Fânețe montane, Păduri aluvionare cu Alnus glutinosa și Fraxinus excelsior (Alno-Padion, Alnion incanae, Salicion albae).
La baza desemnării sitului se află un număr nedeclarat de specii protejate.
Pe lângă speciile protejate, pe teritoriul sitului au mai fost identificate 23 de specii de plante, 1 specie de nevertebrate.